# FRAPH
Front pour l'Avancement et le Progrès Haitien – paramilitarna organizacja haitańska działająca na początku lat 90. XX wieku.
Grupa powstała w 1993 roku. Jej przywódcami byli Emmanuel „Toto“ Constant, Alphonse Lahens i Mireille Durocher-Bertin. Organizacja popierała wojskowy reżim (pełniąc niejako funkcję szwadronu śmierci) i zwalczała ruch Lavalas będący politycznym zapleczem obalonego prezydenta Jean-Bertranda Aristide. Do sierpnia 1993 r. zamordowali około 1500 zwolenników Aristide’a. W grudniu 1993 r. podpalili dzielnicę nędzy Cite Soleil. Duża część członków bojówek wywodziła się z dawnej policji politycznej Tonton Macoute. Przywódcy organizacji uciekli z kraju po rozpadzie wojskowego reżimu w 1994 roku. W przeciągu kolejnych lat zostali skazani zaocznie za udział w zabójstwach politycznych.